# A132高速公路
A132高速公路是法国的一条全免费的高速公路，始于Pont-l'Évêque，终于Canapville，与A13高速相连。A132全长10千米，为2x2的车道。该高速全线均位于西北部的下诺曼底地区，由SAPN运营管理。